# Equação diferencial ordinária de primeira ordem
Uma equação diferencial ordinária de primeira ordem é uma equação diferencial ordinária da seguinte forma:
- {\displaystyle {\frac {dx}{dt}}=f(x,t),t\in D\,}

onde {\displaystyle f(x,t)\,} é dada e a incógnita é a função {\displaystyle x(t)\,}. O domínio {\displaystyle D\,} pode ser um intervalo ou a reta real inteira.
Quando a função {\displaystyle f(x,t)\,} não depende explicitamente sobre a variável independente {\displaystyle t\,} e o problema  pode ser escrito na seguinte forma:
- {\displaystyle {\frac {dx}{dt}}=f(x),t\in D\,}

então diz-se que se trata de um sistema autônomo de primeira ordem.

## Exemplos
| Equação                                  | Solução                                     | Domínio                                           |
| ---------------------------------------- | ------------------------------------------- | ------------------------------------------------- |
| {\displaystyle {\frac {dx}{dt}}=t\,}     | {\displaystyle x(t)={\frac {t^{2}}{2}}+C\,} | {\displaystyle t\in \mathbb {R} }                 |
| {\displaystyle {\frac {dx}{dt}}=x\,}     | {\displaystyle x(t)=Ce^{t}\,}               | {\displaystyle t\in \mathbb {R} }                 |
| {\displaystyle {\frac {dx}{dt}}=xt\,}    | {\displaystyle x(t)=Ce^{t^{2}/2}\,}         | {\displaystyle t\in \mathbb {R} }                 |
| {\displaystyle {\frac {dx}{dt}}=x^{2}\,} | {\displaystyle x(t)={\frac {1}{C-t}}\,}     | {\displaystyle t\in \mathbb {R} \backslash \{C\}} |

Em todos os casos a constante de integração {\displaystyle C\,} é arbitrária

## O problema de valor inicial
O problema de valor inicial para a equação diferencial ordinária de primeira ordem consiste em encontrar a função {\displaystyle x(t)\,} que satisfaz a equação diferencial dada e assume a condição inicial no ponto inicial do intervalo:
- {\displaystyle \left\{{\begin{array}{rcl}{\frac {dx(t)}{dt}}&=&f(x,t),~~~x>t_{0}\\x(t_{0})&=&u_{0}\end{array}}\right.}

### Exemplo
- {\displaystyle \left\{{\begin{array}{rcl}{\frac {dx(t)}{dt}}&=&x,~~~t>0\\x(t=0)&=&1\end{array}}\right.}

A (única) solução desta equação diferencial é dada por
- {\displaystyle x(t)=e^{t}\,}

### O teorema de Picard-Lindelöf
O teorema de Picard-Lindelöf estabelece a existência e unicidade de soluções em uma vizinhança de {\displaystyle t_{0}\,} para o problema de valor inicial:
{\displaystyle {\begin{array}{ll}{\frac {d}{dt}}x(t)=f(x(t),t)\\x(t_{0})=x_{0}\end{array}}\,}
onde {\displaystyle f(x,t)\,} é uma função contínua na variável {\displaystyle t\,} e Lipschitz contínua na variável {\displaystyle x\,}.

## O problema de valores contorno
O problema de valores de contorno para a equação diferencial ordinária de primeira ordem consiste em encontrar a função {\displaystyle x(t)\,} que satisfaz a equação diferencial dada em um intervalo {\displaystyle [t_{0},t_{1}]\,} e cujos valores nos extremos {\displaystyle t_{0}\,} e {\displaystyle t_{1}\,} satisfazem uma condição dada:
- {\displaystyle \left\{{\begin{array}{rcl}{\frac {dx(t)}{dt}}&=&f(x,t),~~~x>t_{0}\\B(x(t_{0}),x(t_{1}))&=&0\end{array}}\right.}

### Exemplo
- {\displaystyle \left\{{\begin{array}{rcl}{\frac {dx(t)}{dt}}&=&x,~~~t>0\\x(0)-2x(1)&=&1\end{array}}\right.}

A (única) solução desta equação diferencial é dada por
- {\displaystyle x(t)={\frac {e^{t}}{1-2e}}\,}

## Equação linear
O caso linear acontece quando a função {\displaystyle f(x,t)\,} é da seguinte forma:
- {\displaystyle f(x,t)=\phi (t)+x\psi (t)\,}

A equação fica, então:
- {\displaystyle {\frac {dx(t)}{dt}}-x(t)\psi (t)=\phi (t)\,}

Esta equação pode ser resolvida multiplicando pelo fator integrante:
- {\displaystyle \left({\frac {dx(t)}{dt}}-x(t)\psi (t)\right)e^{-\int _{0}^{t}\psi (\tau )d\tau }=\phi (t)e^{-\int _{0}^{t}\psi (\tau )d\tau }\,}
- {\displaystyle {\frac {d}{dt}}\left(x(t)e^{-\int _{0}^{t}\psi (\tau )d\tau }\right)=\phi (t)e^{-\int _{0}^{t}\psi (\tau )d\tau }\,}

então, integrando, temos:
- {\displaystyle x(t)e^{-\int _{0}^{t}\psi (\tau )d\tau }=x(0)+\int _{0}^{t}\phi (s)e^{-\int _{0}^{s}\psi (\tau )d\tau }ds\,}

ou, equivalentemente:
- {\displaystyle x(t)=x(0)e^{\int _{0}^{t}\psi (\tau )d\tau }+\int _{0}^{t}\phi (s)e^{\int _{s}^{t}\psi (\tau )d\tau }ds\,}

## Equações de variáveis separáveis
Uma equação é designada de variáveis separáveis, se puder ser escrita na forma: 
{\displaystyle {dy \over dx}={\frac {f(x)}{g(y)}}}
Para resolver este tipo de equação primeiro observemos que a primitiva da
função {\displaystyle g(y)} pode ser calculada da seguinte forma
{\displaystyle \int g(y)dy=\int g(y(x)){dy \over dx}dx}
A equação diferencial pode ser escrita como
{\displaystyle g(y){dy \over dx}=f(x)}
e a primitiva em ordem a {\displaystyle x} do lado esquerdo é igual à primitiva em
ordem a {\displaystyle y} de {\displaystyle g(y)} como acabamos de ver
{\displaystyle \int g(y)dy=\int f(x)dx+c}
As equações do tipo
{\displaystyle {dy \over dx}=f(ax+by+c)}
onde {\displaystyle a} e {\displaystyle b} são constantes, não são equações de variáveis separáveis, mas
podem ser reduzidas a elas por meio da seguinte substituição
{\displaystyle v=ax+by+c\qquad \Longrightarrow \qquad {dv \over dx}=a+b{dy \over dx}}

## Equações exatas
Qualquer equação de primeira ordem pode ser escrita em forma
diferencial:
{\displaystyle M(x,y)dx+N(x,y)dy=0}
esta forma é semelhante à expressão da diferencial de uma
função de duas variáveis
{\displaystyle dF(x,y)={\partial F \over \partial x}dx+{\partial F \over \partial y}dy}
Esta equação sugere-nos admitir que existe uma função {\displaystyle F(x,y)} cujas derivadas
parciais são iguais a {\displaystyle M(x,y)} e {\displaystyle N(x,y)}. No entanto, a segunda derivada
parcial de {\displaystyle F} seria
{\displaystyle {\frac {\partial ^{2}{F}}{\partial x^{2}}}y={\partial M \over \partial y}={\partial N \over \partial x}}
Assim, para que a conjetura da existência da função {\displaystyle F(x,y)} seja
consistente, é necessário que as funções {\displaystyle M} e {\displaystyle N} verifiquem a seguinte
condição
{\displaystyle {\partial M \over \partial y}={\partial N \over \partial x}}
nesse caso diz-se que a equação é uma equação exata e pode
ser escrita como
{\displaystyle dF(x,y)=0}
sendo a sua solução geral
{\displaystyle F(x,y)=c}
A função {\displaystyle F} calcula-se encontrando a função cujas derivadas parciais sejam
iguais a {\displaystyle M(x,y)} e {\displaystyle N(x,y)}.

## Equações homogêneas
Uma equação de primeira ordem diz-se homogénea se tiver a seguinte forma geral
{\displaystyle {dy \over dx}=f{\bigg (}{\frac {y}{x}}{\bigg )}}
para resolver este tipo de equação usa-se a substituição
{\displaystyle v={\frac {y}{x}}\qquad \Longrightarrow \qquad {dy \over dx}=v+x{dv \over dx}}
a qual transforma a equação numa equação de variáveis separáveis. Para
reconhecer facilmente se uma função racional é da forma {\displaystyle f(y/x)}
observam-se os expoentes de cada termo no numerador e denominador
(soma do expoente de {\displaystyle x} mais o expoente de {\displaystyle y}) os quais deverão ser
iguais. Por exemplo das duas funções seguintes a primeira tem a forma
{\displaystyle f(y/x)} mas a segunda não
{\displaystyle {\frac {xy^{2}-x^{3}}{yx^{2}}}\qquad {\frac {xy+y}{2+x}}}
Existem outras equações que podem ser reduzidas a equações homogêneas. Um
exemplo típico é a equação
{\displaystyle {dy \over dx}=f{\bigg (}{\frac {ax+by+c}{px+qy+r}}{\bigg )}}
onde {\displaystyle a,bc,p,q} e {\displaystyle r} são constantes dadas. Se as constantes {\displaystyle c} e {\displaystyle r}
fossem nulas, a equação seria homogênea; definimos um novo sistema de
coordenadas {\displaystyle (u,v)} para substituir {\displaystyle (x,y)}, de forma a obter
{\displaystyle {\begin{aligned}ax+by+c&=&au+bv\\px+qy+r&=&pu+qv\end{aligned}}}
ou de forma equivalente
{\displaystyle {\begin{aligned}\color {Red}{a(x-u)+b(y-v)=-c}\\\color {Blue}{p(x-u)+q(y-v)=-r}\end{aligned}}}
a solução deste sistema de equações lineares pode ser obtido por meio da regra de Cramer
{\displaystyle x-u={\frac {\left|{\begin{array}{rr}-c&b\\-r&q\end{array}}\right|}{\left|{\begin{array}{rr}a&b\\p&q\end{array}}\right|}}\qquad y-v={\frac {\left|{\begin{array}{rr}a&-c\\p&-r\end{array}}\right|}{\left|{\begin{array}{rr}a&b\\p&q\end{array}}\right|}}}
como os lados direitos da equação e da equação são constantes,
também temos que {\displaystyle dx=du}, {\displaystyle dy=dv} e a equação diferencial
transforma-se numa equação homogênea
{\displaystyle {dv \over du}=f\left({\frac {au+bv}{pu+qv}}\right)}

## Não-unicidade de soluções
Algumas equações diferenciais ordinárias de primeira ordem admitem duas soluções distintas que satisfazem a mesma condição inicial. Um exemplo simples de um equação que apresenta esse fenômeno é seguinte:
{\displaystyle {\begin{array}{l}{\frac {dx}{dt}}={\sqrt {x}},~t>0\\x(0)=0\end{array}}\,}
Esta admite como solução qualquer função da seguinte forma:
{\displaystyle {\begin{array}{lclc}x(t)&=&0,&0\leq t\leq t_{0}\\x(t)&=&{\frac {t^{2}}{4}},&t\geq 0\end{array}}\,}
aqui {\displaystyle t_{0}\,} é uma constante positiva qualquer.

## Divergência em tempo finito
Algumas equações diferenciais ordinárias de primeira ordem apresentam uma solução que diverge em tempo finito. Um exemplo é a seguinte equação:
{\displaystyle {\begin{array}{l}{\frac {dx}{dt}}=x^{2},~t>0\\x(0)=1\end{array}}\,}
Esta admite como solução qualquer função da seguinte forma:
{\displaystyle x(t)={\frac {1}{1-t}},0\leq t<1\,}